# Symphonie no 8 de Glass
Pour les articles homonymes, voir Symphonie no 8.
La Symphonie no 8 est une symphonie de 2005 de Philip Glass commandée par le Bruckner Orchester de Linz. Elle a été créée le 2 novembre 2005 à la Brooklyn Academy of Music par le Bruckner Orchester de Linz dirigé par Dennis Russell Davies. La symphonie est en trois mouvements.

## Orchestration
2 flûtes (doublant piccolo), 2 cor anglais, 2 clarinettes (mi bémol et basse), 2 bassons, 4 cors, 3 trompettes (2 en mi bémol), 3 trombones (2+1 basse), tuba, timbales, 4 percussion (harpe + piano), cordes.